# كازوتو ساكاتا
كازوتو ساكاتا (باليابانية: 坂田和人) هو متسابق دراجات نارية ياباني فاز ببطولة سباق الجائزة الكبرى للدراجات النارية. نافس في سباقات بطولة العالم لفئة 125 سي سي.

## البطولات
- سباق الجائزة الكبرى للدراجات النارية 1994
- سباق الجائزة الكبرى للدراجات النارية 1998